# Генрик Поддембський
Генрик Поддембський (пол. Henryk Poddębski; 21 листопада 1890, с. Хшонстув, нині в складі м. Конецполь, Польща — 4 березня 1945, концтабір Файгінґен біля м. Штутгарт, Німеччина) — польський фотохудожник-краєзнавець. Член Польського краєзнавчого товариства (1911). Секретар фотографічної комісії Польського краєзнавчого товариства.

## Життєпис
Народився в родині Яна та Марії з Бонбчинських, жив у Варшаві з 1900 року. Випускник Варшавської торгової школи об'єднання купців. Фотографувати почав у 1911 році. Захоплювався документальною, ландшафтною, краєзнавчою та пейзажною фотографією. У 1914—1939 роках був учасником понад 10 краєзнавчих експедицій, екскурсійних фотоподорожей (зокрема з Мечиславом Орловичем), під час яких фотографував краєвиди та життя Галичини, Карпат, Куявії, Мазурів, Підкарпаття, Верхньої Сілезії, Великопольщі, Литви, Поділля та Волині. Він був одним з польських першопрохідців кольорової фотографії до Другої світової війни.
Від 1917 року працював секретарем Фотографічної комісії Польського краєзнавчого товариства. 1920 року служив добровольцем у польській армії. Від 1925 року працював у власному фотоательє на вулиці Маршалковській у Варшаві, спеціалізуючись на краєзнавчій фотографії. Роботи Поддембського представлялися на багатьох фотовиставках: персональних і колективних, у Польщі та за кордоном (зокрема у Львові). Його фотографії неодноразово були відзначені призами, нагородами на післяконкурсних виставках національного та міжнародного рівнів. Фотоархів Поддембського складається з понад 22 000 фотографій.
Генрик Поддембський був депортований німцями з Варшави 12 вересня 1944 року (під час Варшавського повстання) і помер у нацистському таборі Файгінґен (біля м. Штутгарт, Німеччина). Його символічна могила розташована на Повонзківському цвинтарі у Варшаві (сектор 70-3-3,4). Фотографії Генрика Поддембського зберігаються в колекціях Музею Варшави, Національного цифрового архіву, Національної бібліотеки Польщі, Музею міста Гдиня та Інституту мистецтв Польської академії наук.
Нині фотографії Поддембського мають унікальне історичне та документальне значення, серед них — «Ринок у Вишнівці» (1924), «Луцька синагога» (1925), «Ратуша в Заліщиках», «Центральна площа в Бережанах» (обидві — 1929), «Лемки», «Гуцулка в Карпатах», «Палац Любомирських у Рівному» (усі — 1930), «Стара церква у Ворохті» (1930—1932), «Нафтові цистерни в Бориславі» (1933), «Кам'янець-Подільський», «Руїни замку в Скалі-Подільській», «Брама замку в Збаражі» (усі — 1935), «У церкві в Славському» (1936), «Кременець» (близько 1936), «Ринок у Коломиї» (1938); окремі серії: «Львів» («Костел св. Ельжбети», 1929; «Аркади палацу Корнякта», 1936; «Площа Ринок», 1936, 1938; «Площа Міцкевича», «Костел Остробрамської Богоматері», «Костел бернардинів», усі — 1938), «Косів» (1938). Високий художній рівень також демонструють його краєвиди та композиції («Пейзаж із захмареним небом», близько 1930; «Жнива», 1930-ті роки).

## Нагороди
- Офіцерський хрест Ордена Відродження Польщі (посмертно, 2019)[17].
- Бронзовий Хрест заслуг (1938)[4].